# كأس السوبر التونسي للسيدات
كأس السوبر التونسي للسيدات (بالفرنسية: Supercoupe de Tunisie féminine de football)‏، هي مسابقة كرة قدم نسائية في تونس تقام بين حامل البطولة و المتوج بالـكأس، تأسست سنة 2008 تحت رعاية الجامعة التونسية لكرة القدم والرابطة الوطنية لكرة القدم النسائية. الجمعية الرياضية النسائية بالساحل هو الفريق الأكثر تتويجا برصيد 2 كؤوس.
تم إلغاء المسابقة سنة 2013.

## سجل الألقاب
| سنوات | البطل                             | النتيجة | الوصيف                                        |
| ----- | --------------------------------- | ------- | --------------------------------------------- |
| 2008  | الجمعية الرياضية النسائية بالساحل | 0-1     | المعهد العالي للرياضة والتربية البدنية بالكاف |
| 2009  | نادي الخطوط التونسية              | 1-2     | الجمعية الرياضية النسائية بالساحل             |
| 2010  | لم تلعب                           | لم تلعب | لم تلعب                                       |
| 2011  | لم تلعب                           | لم تلعب | لم تلعب                                       |
| 2012  | الجمعية الرياضية النسائية بالساحل | 0-5     | الجمعية الرياضية النسائية بمدنين              |

## سجل الألقاب حسب الفريق
| النادي                            | البطولة        | الوصافة  |
| --------------------------------- | -------------- | -------- |
| الجمعية الرياضية النسائية بالساحل | 2 (2008، 2012) | 1 (2009) |
| نادي الخطوط التونسية              | 1 (2009)       | —        |

## روابط خارجية
- صفحة كأس تونس لكرة القدم للسيدات على موقع كوووة.
- الموقع الرسمي للجامعة التونسية لكرة القدم.
- كأس السوبر التونسي لكرة القدم للسيدات على موقع مؤسسة إحصاءات وثيقة لرياضة كرة القدم